# Грузьке болото (заказник)
Грузьке болото — ботанічний заказник місцевого значення. Об'єкт розташований на території Камінь-Каширського району Волинської області, на північний захід від с. Стобихва.
Площа — 195,1 га, статус отриманий у 2002 році за рішенням Волинської обласної ради від 03.12.2002 р. №4/5. Перебуває у віданні ДП «Волинський військовий лісгосп», Бахівське лісництво, кв. 3, вид. 3, 20-47; кв. 4, вид. 49-60; кв. 17, вид. 1-9, 39, 47; кв. 18, вид. 1-11 (до 2016 року належало до Стобихвівського лісництва ДП «Камінь-Каширське лісове господарство»).
Статус надано для охорони та збереження у природному стані цінного евтрофного болота, де зростає журавлина болотна (Oxycoccus palustris), та прилеглих насаджень сосни звичайної (Pinus sylvestris), де трапляється лелека чорний (Ciconia nigra) та журавель сірий (Grus grus), що охороняються Червоною книгою України, Вашингтонською, Боннською та Бернською конвенціями).